# اچ‌ام‌اس باروسا (دی۶۸)
اچ‌ام‌اس باروسا (دی۶۸) (به انگلیسی: HMS Barrosa (D68)) یک کشتی بود که طول آن ۳۷۹ فوت (۱۱۶ متر) بود. این کشتی در سال ۱۹۴۵ ساخته شد.